# Sheila Cherfilus-McCormick
Sheila Cherfilus-McCormick (New York City, New York, 1979. január 25. – ) amerikai demokrata politikus, 2022 óta Florida állam 20. választókerületének képviselője az Egyesült Államok kongresszusának alsóházában.

## Életpályája
Szülei Haitiból vándoroltak be, anyja szobalányként, míg apja taxisofőrként dolgozott. A Chaminade-Madonna College Preparatory nevű gimnáziumba járt Florida államban, 1997-ben érettségizett. BA diplomáját politikatudomány szakon szerezte a Howard Egyetemen 2001-ben, jogi diplomáját pedig a St. Thomas Egyetemen szerezte 2010-ben.
Főiskolai tanulmányai alatt a Trinity Health Care Services nevű, mostohaapja által alapított egészségügyi cégnél volt gyakornok, 2002-ben pedig előléptették műveleti vezetővé. Ezután rövid ideig a New York-i tranzithatóságnak dolgozott projetkmenedzseként.
2005 és 2007 között a Maryland-i Egyetemen tanult üzleti adminisztráció szakon. Jogi tanulmányai alatt egy kirendelt védőnek gyakornokoskodott. 2010-ben kinevezték a Trinity vezérigazgatójának, posztját kihasználva ezután lobbizni kezdett Washingtonban az egészségügy széleskörűbb elérhetőségéért.
Két gyermeke van, első lányát egyedül nevelte fel, miközben jogot tanult az egyetemen.
2018-ban indult a Demokrata Párt jelöléséért Florida 20. választókerületében, ám az aktuális képviselő, Alcee Hastings legyőzte őt a párt előválasztásán. 2020-ban ismét megpróbálkozott az előválasztáson, ám Hastings újfent legyőzte, Cherfilus-McCormick a szavazatok 30 százalékát szerezte csak meg.
Miután Hastings elhunyt, különleges szavazást írtak ki a megüresedett poszt betöltésére, 2021 novemberében Cherfilus-McCormick mindössze öt szavazat különbséggel megnyerte az előválasztást. Az általános választáson 78 százalékot szerzett és megnyerte a választást. A 2022-es időközi választásokon újraválasztották egy teljes, kétéves terminusra.

## Politikája
Politikája progresszív, tagja a Kongresszusi Progresszív Kaukusznak. Kampányweboldala szerint támogatja a megfizethető lakások számának növelését, a minimálbér óránkénti húsz dollárra való emelését, havi 1000 dolláros alapjövedelmet, a garantált egészségügyet, a gazdasági egyenlőség növelését a rasszok között és migrációs reformot.